# Prigorki (Kaliningrad)
Prigorki (russisch Пригорки, deutsch Klein Augstutschen, litauisch Mažieji Aukštučiai) ist ein verlassener Ort im Rajon Krasnosnamensk der russischen Oblast Kaliningrad.
Die Ortsstelle befindet sich einen Kilometer westlich von Lossewo (Groß Augstutschen/Rehwalde) an einer von dort abzweigenden Straße.

## Geschichte

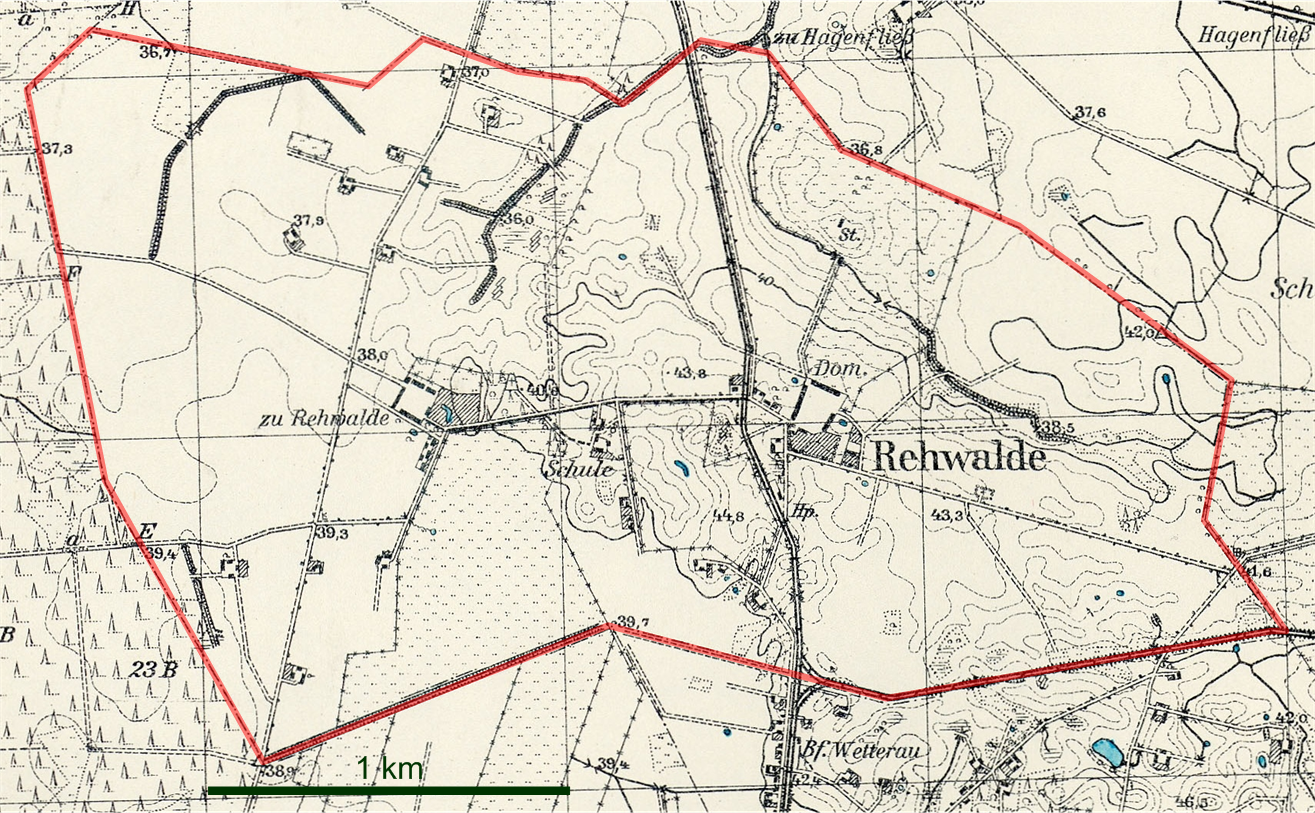
Das ehemalige Klein Augstutschen als zu Rehwalde als Teil der Gemeinde Rehwalde auf einem Messtischblatt von 1938

Klein Augstutschen war um 1780 ein kölmisches Gut. Um 1820 wurde das Gut als erbfrei mit 42 Einwohnern bezeichnet. Etwa in der Mitte des 19. Jahrhunderts verlor das Gut Klein Augstutschen seine Selbstständigkeit und wurde als Vorwerk dem Gut Lasdinehlen angeschlossen. (Offenbar) 1928 oder 1929 wurde es in die Landgemeinde Groß Augstutschen eingegliedert. Spätestens mit deren Umbenennung in Rehwalde im Jahr 1930 hatte es keinen eigenen Namen mehr. 1945 kam es in Folge des Zweiten Weltkrieges mit dem nördlichen Ostpreußen zur Sowjetunion.
Dort bekam es 1947 wieder eigenständig den russischen Namen Prigorki („Hügel“) und wurde gleichzeitig dem Dorfsowjet Mitschurinski selski Sowet im Rajon Krasnosnamensk zugeordnet. Später gelangte der Ort in den Prawdinski selski Sowet. Prigorki wurde vor 1988 aus dem Ortsregister gestrichen.

## Kirche
Klein Augstutschen gehörte mit Groß Augstutschen zum evangelischen Kirchspiel Schillehnen.